# Трофей Афин по теннису
Athens Trophy (в последний год проведения Открытый чемпионат Афин среди женщин, англ. Athens Ladies Open) — международный профессиональный женский теннисный турнир, проходивший с 1986 по 1990 год в августе—октябре на грунтовых кортах Афин. С 1988 года относился к низшей, V категории турниров WTA-тура с призовым фондом 75 тысяч долларов при основной турнирной сетке, рассчитанной на 32 участницы в одиночном разряде и 16 пар. 
В будущем в Афинах возникало и довольно быстро закрывалось ещё множество женских профессиональных турниров, каждый из которых проходил под эгидой ITF.

## Победительницы и финалистки
Несмотря на краткий срок существования турнира, три теннисистки успели стать его двукратными победительницами. Юдит Визнер из Австрии дважды подряд (в 1987 и 1988 годах) победила с разными партнёршами в парном разряде, Цецилия Дальман из Швеции повторила этот успех в одиночном разряде в два последние года проведения турнира, а Изабель Куэто из ФРГ по одному разу стала победительницей в парах и в одиночном разряде.
В целом в турнире наиболее успешно выступали немецкие теннисистки: по две представительницы ФРГ выигрывали его в одиночном и парном разрядах, а финалистками становились ещё четыре участницы из этой страны. Италия за пять лет была представлена двумя финалистками в одиночном и двумя победительницами в парном разряде. Единственной греческой теннисисткой, пробившейся в финал турнира, стала в первый год его проведения Ангелики Канеллопулу, выступавшая в одиночном разряде. Представительниц СССР в финалах не было.

### Одиночный разряд
| Год  | Победительница      | Финалистка           | Счёт в финале |
| ---- | ------------------- | -------------------- | ------------- |
| 1990 | Цецилия Дальман (2) | Катя Пикколини       | 7-5, 7-5      |
| 1989 | Цецилия Дальман     | Рейчел Маккуиллан    | 6-4, 6-2      |
| 1988 | Изабель Куэто       | Лаура Голарса        | 6-0, 6-1      |
| 1987 | Катерина Малеева    | Жюли Алар            | 6-1, 6-0      |
| 1986 | Сильвия Ханика      | Ангелики Канеллопулу | 7-5, 6-1      |

### Парный разряд
| Год  | Победительницы                      | Финалистки                       | Счёт в финале |
| ---- | ----------------------------------- | -------------------------------- | ------------- |
| 1990 | Лаура Гаронне Карин Кшвендт         | Леона Ласкова Яна Поспишилова    | 7-5, 6-0      |
| 1989 | Патрисия Тарабини Сандра Чеккини    | Сильке Майер Елена Пампулова     | 7-5, 6-0      |
| 1988 | Сабрина Голеш Юдит Визнер (2)       | Сильке Франкль Сабина Хак        | 7-5, 6-0      |
| 1987 | Андреа Бецнер Юдит Визнер           | Динки ван Ренсбург Кэтлин Хорват | 6-4, 7-6      |
| 1986 | Изабель Куэто Аранча Санчес-Викарио | Сильке Майер Вильтруд Пробст     | 4-6, 6-2, 6-4 |